# Isoxya stuhlmanni
Isoxya stuhlmanni är en spindelart som först beskrevs av Friedrich Wilhelm Bösenberg och Lenz 1895.  Isoxya stuhlmanni ingår i släktet Isoxya och familjen hjulspindlar. Inga underarter finns listade i Catalogue of Life.